# キネマの天使
『キネマの天使』（キネマのてんし）は2012年4月から2016年3月までRKB毎日放送（RKBラジオ）で放送されていた映画情報番組である。

## 番組概要
「開店! ウメ子食堂」でシネマコーナーを担当した山本が、最新の映画情報や、リスナーからの映画にまつわる思い出話などを紹介する番組。

メッセージを送ったリスナーの中から、新作映画のノベルティグッズや試写会招待券などが抽選でプレゼントされていた。

## 放送時間
- 月曜日 21:00-22:00（JST）

## パーソナリティ
- 山本真理子